# Asadiyeh
Asadīyeh (farsi اسدیه) è il capoluogo dello shahrestān di Darmian, circoscrizione Centrale, nella provincia del Khorasan meridionale. Aveva, nel 2006, una popolazione di 4.312 abitanti.